# Club Parisiana
El Parque de Parisiana (denominado también como Casino Parisiana o Club Parisiana) era una instalación dedicada al recreo de la alta sociedad madrileña a comienzos del siglo XX. Fue inaugurado en mayo de 1907, y se encontraba ubicado en los terrenos de Moncloa, cerca del Faro de Moncloa. Fue destinado a sala de fiestas, salón de té y logrando ser el lugar de asistencia de personalidades de la época. Tuvo una existencia de varias décadas, quedando el conjunto en estado de ruina tras la Guerra Civil. 

## Historia
La Sociedad Franco-Española de Grandes Hoteles y Viajes en España y Portugal adquiere una superficie de unas cinco mil hectáreas cercanas al parque del Oeste. En el solar se construye un edificio de estilo modernista, estuvo a cargo del arquitecto francés Paul Louis Albert Galeron. Este edificio hace de restaurante de lujo así como una sala de fiestas, desde el edificio se accede a unos cuidados jardines. El conjunto se inaugura el 25 de mayo de 1907. El edificio se convierte en un salón de té, club, y baile, lugar de cita popular entre los políticos y la aristocracia de la época, constaba de una terraza de verano y una sala de espectáculo. El restaurante poseía un aforo de 300 personas.

## Celebraciones
La organización de eventos musicales era una de las especializaciones de la Parisiana. Estos se anunciaban en la prensa local madrileña. Los músicos de prestigio de la época tocaban en sus salones. La primera vez que se produjo una sesión de jazz en España fue en el año 1919 en el local. La decadencia del local sobrevino ya en 1924 que pasó a ser propiedad del Instituto Príncipe de Asturias. El solar y el edificio fue destruido en noviembre de 1936 en su totalidad al coincidir con el frente de batalla de la Ciudad Universitaria.